# Фандель, Херберт
Хе́рберт Фа́ндель (нем. Herbert Fandel; род. 9 марта 1964, Кильбург, Айфель-Битбург-Прюм) — немецкий футбольный судья. В 2006 году судил финал Кубка УЕФА «Мидлсбро» — «Севилья», а в 2007 году — финал Лиги чемпионов УЕФА «Милан» — «Ливерпуль». Оба раза английские клубы проиграли.
Начал судейскую карьеру в 1979 году. Арбитр ФИФА с 1998 года. В 2000 году обслуживал матчи летней Олимпиады в Сиднее. В 2005 году судил матчи Кубка Конфедераций, проходившем в Германии.

## Инцидент на матче Дания — Швеция 2 июня 2007 года
2 июня 2007 года, через несколько дней после работы на финале Лиги Чемпионов, Фандель обслуживал в Копенгагене отборочный матч Евро-2008 Дания — Швеция. В самом конце матча при счёте 3:3 он удалил датчанина Кристиана Поульсена и назначил пенальти в ворота хозяев поля. После этого он был атакован выбежавшим на поле болельщиком датчан. Фандель принял решение завершить матч досрочно. Впоследствии датчанам было засчитано техническое поражение 0:3.
Завершил судейскую карьеру 9 июня 2009 года.
Женат, имеет 2 детей.

## Судейство
- Чемпионат Европы 2008, в т.ч. четвертьфинал Испания — Италия, который испанцы выиграли по пенальти.